# Mosheim (Malsfeld)
Mosheim ist der älteste Ortsteil der Gemeinde Malsfeld im nordhessischen Schwalm-Eder-Kreis.

## Geographie
Der Ort, ein geschlossenes Haufendorf mit regellosem Grundriss, liegt westlich des Hauptorts Malsfeld und etwa 7 Kilometer nordöstlich der Kreisstadt Homberg (Efze) auf einem nach Norden auslaufenden Hang im Quellbereich des Weidenbachs. Westlich in der Gemarkung verläuft der Tiefenbach. Beide entwässern nördlich in den Rhündabach, der bei Rhünda in die Schwalm mündet. Im Dorf treffen sich die Landesstraßen 3149 und 3427 und die Kreisstraße K 24. Etwa 1,5 Kilometer östlich liegt die Anschlussstelle Malsfeld der Autobahn A7.
Der Ortskern des bis in die 1960er Jahre rein landwirtschaftlichen Dorfes wird noch heute von bäuerlichen Höfen bestimmt, aber nur noch wenige Betriebe werden von Vollerwerbslandwirten geführt. Viele der freigewordenen Stallungen werden von Pferdeliebhabern aus der Umgebung für ihre Tiere genutzt.

## Geschichte
Die älteste bekannte schriftliche Erwähnung von Mosheim erfolgte um das Jahr 800 als Mazheim im Breviarium sancti Lulli, einer Urkunde des Klosters Hersfeld. Für Ortsjubiläen nennt das Hessische Staatsarchiv das Todesjahr des Mainzer Erzbischofs Lullus als Zeitpunkt der urkundlichen Ersterwähnung. Demnach feierte Mosheim 2011 sein 1225-jähriges Jubiläum. In historischen Dokumenten späterer Jahre ist der Ort unter folgenden Ortsnamen belegt (in Klammern das Jahr der Erwähnung): Mazem (1231), Mashem (1266), Matzem (1289), Masheym (1337), Masheim (1344), Moßheym (1376), Moysheim (1395), Maßheim (1428), Massheim (1454), Moysheym (1502), Moßhaim (1508), Marßheim (1520), Mossem (1537), Maaßheimb (1597) und Mosheimb (1600).
Die Endung -heim des Ortsnamens lässt auf eine Gründung des Dorfes im Zuge der fränkischen Landnahme in der Zeit zwischen 500 und 800 n. Chr. schließen.
Das Dorf gehörte zum Herrschaftsbereich der hessischen Gaugrafen aus den Geschlechtern der Werner und der Gisonen. Nach dem Aussterben der Gisonen kam es im Jahre 1137 durch Erbschaft in den Besitz der Ludowinger Landgrafen von Thüringen und nach dem Thüringisch-Hessischen Erbfolgekrieg (1247–1263) in den der Landgrafen von Hessen. Es wurde allerdings wie so viele Dörfer wiederholt verpfändet (so 1324 an Kurt von Hebel und 1338 und erneut um 1350 an Konrad von Falkenberg). Auch hatten verschiedene weltliche und geistliche Grundherren Besitz bzw. Zehnt- oder Zinseinkünfte im Dorf. Urkundlich erwähnt sind u. a. die Klöster Fulda, Hersfeld, Johannesberg, Breitenau, Homberg, Hardehausen, Eppenberg, Spieskappel, Haina, Ahnaberg und Germerode, das Stift Fritzlar, das Siechenhospital in Fritzlar, die Vizegrafen von Felsberg, die von 1219 bis 1450 beurkundeten ortsadeligen Herren von Mosheim und die Herren von Hebel, Falkenberg, Ostheim, Cappel, Rodeberg, Holzsadel, Linne, Heßberg, Röhrenfurt und Riedesel.
Verwaltungsmäßig gehörte das Dorf bis 1807 zum Amt bzw. Gericht Homberg. Während der Napoleonischen Zeit gehörte es von 1807 bis 1813 zum Kanton und Friedensgericht Gensungen im Departement der Fulda. 1814 kam es wieder zum Amt Homberg und mit der kurhessischen Verwaltungsreform von 1821 zum Kreis und Justizamt Homberg. Nach der preußischen Annexion von Hessen-Kassel gehörte Mosheim ab 1867 zum Kreis und Amtsgericht Homberg, dann ab 1932 zum Kreis Fritzlar-Homberg (1939 umbenannt in Landkreis Fritzlar-Homberg), der schließlich bei der hessischen Gebietsreform 1974 im Schwalm-Eder-Kreis aufging.
Ein Großbrand am 26. Oktober 1896 zerstörte viele Wohnhäuser, Stallungen und Scheunen im östlichen Teil des Dorfes. Am Baustil der wiedererrichten Gebäude kann man das Ausmaß dieser Katastrophe noch heute ersehen.
Zum 1. Januar 1974 wurde im Zuge der Gebietsreform in Hessen kraft Landesgesetz die bis dahin selbständige Gemeinde Malsfeld (mit den Ortsteilen Elfershausen und Dagobertshausen), Beiseförth, Mosheim (Landkreis Fritzlar-Homberg), Ostheim und Sipperhausen (Landkreis Fritzlar-Homberg) zur neuen Großgemeinde Malsfeld zusammengeschlossen. Gleichzeitige wechselte Malsfeld in den neu errichteten Schwalm-Eder-Kreis. Als Sitz der Gemeindeverwaltung wurde Malsfeld bestimmt. Für alle ehemalig eigenständigen Gemeinden wurden Ortsbezirke mit Ortsbeirat und Ortsvorsteher nach der Hessischen Gemeindeordnung gebildet.

## Bevölkerung
Einwohnerstruktur 2011
Nach den Erhebungen des Zensus 2011 lebten am Stichtag dem 9. Mai 2011 in Mosheim 423 Einwohner. Darunter waren 21 (5,0 %) Ausländer. Nach dem Lebensalter waren 75 Einwohner unter 18 Jahren, 171 zwischen 18 und 49, 93 zwischen 50 und 64 und 81 Einwohner waren älter. Die Einwohner lebten in 177 Haushalten. Davon waren 48 Singlehaushalte, 39 Paare ohne Kinder und 69 Paare mit Kindern, sowie 15 Alleinerziehende und 6 Wohngemeinschaften. In 27 Haushalten lebten ausschließlich Senioren und in 111 Haushaltungen lebten keine Senioren.
Einwohnerentwicklung
Gegen und nach dem Ende des Zweiten Weltkriegs stieg die Bevölkerung des Dorfes durch Zuzug von Ausgebombten und dann von Heimatvertriebenen stark an, wobei das bisher rein evangelische Dorf auch eine erheblich Anzahl römisch-katholischer Neubürger hinzugewann. Mit dem zunehmenden Wachstum von Industrie und Dienstleistungsbetrieben in Nordhessen und dem gleichzeitigen Rückgang der Landwirtschaft kam es danach wieder zu einer teilweisen Abwanderung, sodass das Dorf heute kaum mehr Einwohner hat als vor dem Zweiten Weltkrieg.
| • Um 1490: | 18 wehrhafte Männer (11 Pflüge, 19 Fastnachtshühner)                                                                                  |
| • 1537:    | 25 Hübner, 5 Köttner, 4 Beisassen (46 1⁄2 landgräfliche Huben).                                                                       |
| • 1575/85: | 30 Hausgesesse |
| • 1639:    | 24 verheiratete, 3 verwitwete |
| • 1961:    | Erwerbspersonen: 120 Land- und Forstwirtschaft, 113 Produzierendes Gewerbe, 23 Handel und Verkehr, 10 Dienstleistungen und Sonstiges. |

| Mosheim: Einwohnerzahlen von 1769 bis 2020 | Mosheim: Einwohnerzahlen von 1769 bis 2020 | Mosheim: Einwohnerzahlen von 1769 bis 2020 | Mosheim: Einwohnerzahlen von 1769 bis 2020 | Mosheim: Einwohnerzahlen von 1769 bis 2020 |
| --- | ------------------------------------------ | ------------------------------------------ | ------------------------------------------ | ------------------------------------------ |
| Jahr |                                            |                                            |                                            | Einwohner                                  |
| 1769 | 1769                                       |                                            | 253                                        | 253                                        |
| 1800 | 1800                                       |                                            | ?                                          | ?                                          |
| 1834 | 1834                                       |                                            | 395                                        | 395                                        |
| 1840 | 1840                                       |                                            | 397                                        | 397                                        |
| 1846 | 1846                                       |                                            | 372                                        | 372                                        |
| 1852 | 1852                                       |                                            | 391                                        | 391                                        |
| 1858 | 1858                                       |                                            | 381                                        | 381                                        |
| 1864 | 1864                                       |                                            | 415                                        | 415                                        |
| 1871 | 1871                                       |                                            | 419                                        | 419                                        |
| 1875 | 1875                                       |                                            | 413                                        | 413                                        |
| 1885 | 1885                                       |                                            | 413                                        | 413                                        |
| 1895 | 1895                                       |                                            | 361                                        | 361                                        |
| 1905 | 1905                                       |                                            | 434                                        | 434                                        |
| 1910 | 1910                                       |                                            | 457                                        | 457                                        |
| 1925 | 1925                                       |                                            | 469                                        | 469                                        |
| 1939 | 1939                                       |                                            | 457                                        | 457                                        |
| 1946 | 1946                                       |                                            | 847                                        | 847                                        |
| 1950 | 1950                                       |                                            | 817                                        | 817                                        |
| 1956 | 1956                                       |                                            | 583                                        | 583                                        |
| 1961 | 1961                                       |                                            | 523                                        | 523                                        |
| 1967 | 1967                                       |                                            | 495                                        | 495                                        |
| 1970 | 1970                                       |                                            | 479                                        | 479                                        |
| 1980 | 1980                                       |                                            | ?                                          | ?                                          |
| 1990 | 1990                                       |                                            | ?                                          | ?                                          |
| 2000 | 2000                                       |                                            | ?                                          | ?                                          |
| 2009 | 2009                                       |                                            | 480                                        | 480                                        |
| 2011 | 2011                                       |                                            | 423                                        | 423                                        |
| 2020 | 2020                                       |                                            | 641                                        | 641                                        |
| Datenquelle: Historisches Gemeindeverzeichnis für Hessen: Die Bevölkerung der Gemeinden 1834 bis 1967. Wiesbaden: Hessisches Statistisches Landesamt, 1968. Weitere Quellen: LAGIS; Gemeinde Malsfeld; Zensus 2011; Gemeinde Malsfeld |                                            |                                            |                                            |                                            |

Historische Religionszugehörigkeit
| Quelle: Historisches Ortslexikon |                                                                     |
| • 1861:                          | alle Einwohner evangelisch-reformiert                               |
| • 1885:                          | 412 evangelische (= 99,76 %), ein katholischer (= 0,24 %) Einwohner |
| • 1961:                          | 455 evangelische (= 87,00 %), 68 katholische (= 13,00 %) Einwohner  |

## Kirche

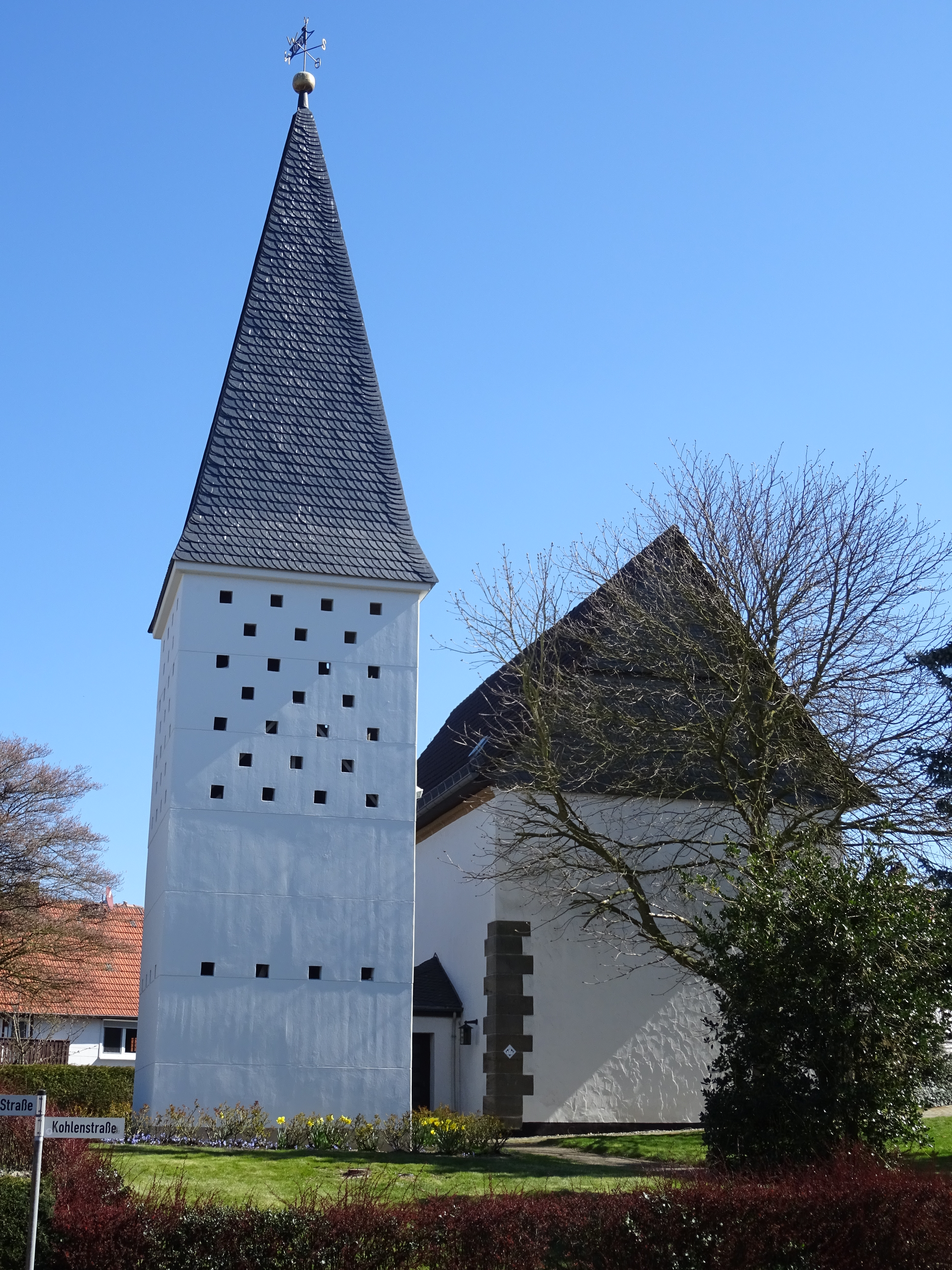
Evangelische Kirche

Schon im Jahre 1174 wird eine Kapelle im Ort erwähnt. Im Jahre 1194 soll der Hersfelder Abt Siegfried die Mutterkirche Sipperhausen mit der Filiale Mazheim dem Kloster Blankenheim geschenkt haben; allerdings wird die diesbezügliche Urkunde von der Geschichtswissenschaft als Fälschung angesehen. Jedenfalls kamen die Kirche Sipperhausen und ihr Filial Mosheim 1229 durch Tausch wieder an die Abtei Hersfeld zurück. Der Hauptbau der Kirche in der Ortsmitte ist spätgotischen Ursprungs und wurde um das Jahr 1500 gebaut. Nach teilweiser Zerstörung im Dreißigjährigen Krieg wurde die Kirche 1752 erweitert. 1969 wurde sie vollständig umgestaltet.

## Kultur
Jedes Jahr zu Himmelfahrt organisiert die Burschenschaft Mosheim die Kirmes im Ort. Neben der Freiwilligen Feuerwehr gibt es an Vereinen den Landfrauenverein, den Heimatverein, den Brieftaubenverein „Mosenberger Bote“ und einen besonders im Handball engagierten Sportverein.